# Palacios de la Sierra
Palacios de la Sierra é um município da Espanha na província de Burgos, comunidade autónoma de Castela e Leão, de área 70,64 km² com população de 870 habitantes (2004) e densidade populacional de 12,32 hab/km².

## Demografia
| Variação demográfica do município entre 1991 e 2004 | Variação demográfica do município entre 1991 e 2004 | Variação demográfica do município entre 1991 e 2004 | Variação demográfica do município entre 1991 e 2004 |
| --------------------------------------------------- | --------------------------------------------------- | --------------------------------------------------- | --------------------------------------------------- |
| 1991                                                | 1996                                                | 2001                                                | 2004                                                |
| 1016                                                | 919                                                 | 874                                                 | 870                                                 |